# Dennis Wilcock
Dennis Wilcock was de tweede zanger van de band Iron Maiden. Hij zat voor een korte tijd in de band, van 1976 tot 1978. Wilcock gebruikte veel special effects op het podium met Iron Maiden, onder andere vals bloed en gezichtsbeschildering die vergelijkbaar zijn met Kiss.
In 1977 had hij een ruzie met Dave Murray na een voorval die ervoor zorgde dat de gitarist Iron Maiden verliet en  voor een korte tijd terugging naar Adrian Smith in Urchin. Hierna verliet ook Wilcock zelf de band en werd vervangen door Paul Di'Anno. Wilcock wordt gezien als de bedenker van het theatrale aspect binnen Iron Maiden waaruit uiteindelijk de mascotte van de band Eddie ontstond.
Na Iron Maiden vormde Wilcock met ex-Iron Maiden gitarist Terry Wapram de band V1 en later was hij zanger bij V1 om daarna in anonimiteit te verdwijnen. Tot 2015, na een zoektocht van zijn oude bandmaat Tony Miles en een aantal fans dook hij ineens weer op en is hij zich weer bezig gaan houden met muziek.
De opnames die ooit in de Spaceward Studio zijn gemaakt van V1 en Gibraltar zijn in 2015 uitgebracht op vinyl en cd en ook heeft Wilcock GV1 opgericht met Tony Miles. Tevens is hij in 2016 weer begonnen met de heroprichting van V1 met Terry Wapram en oud-bassist Charlie Borge.